# Municipio de Clear Lake (condado de Edmunds)
El municipio de Clear Lake (en inglés: Clear Lake Township) es un municipio ubicado en el condado de Edmunds en el estado estadounidense de Dakota del Sur. En el año 2010 tenía una población de 32 habitantes y una densidad poblacional de 0,34 personas por km².

## Geografía
El municipio de Clear Lake se encuentra ubicado en las coordenadas 45°16′48″N 98°46′22″O / 45.28000, -98.77278. Según la Oficina del Censo de los Estados Unidos, el municipio tiene una superficie total de 93.49 km², de la cual 88,94 km² corresponden a tierra firme y (4,87 %) 4,55 km² es agua.

## Demografía
Según el censo de 2010, había 32 personas residiendo en el municipio de Clear Lake. La densidad de población era de 0,34 hab./km². De los 32 habitantes, el municipio de Clear Lake estaba compuesto por el 93,75 % blancos y el 6,25 % eran de una mezcla de razas. Del total de la población el 0 % eran hispanos o latinos de cualquier raza.